# Aether nieuws (Haarlem)
Aether nieuws was een Nederlands verzetsblad uit de Tweede Wereldoorlog, dat vanaf 13 juli 1943 tot en met 6 juni 1945 in Haarlem door Martien Bouwer, eerst handgeschreven en later getypt, werd samengesteld. Het blad verscheen dagelijks en bestond voornamelijk uit nieuwsberichten.

## Rol van Martien Bouwer
Martien Bouwer was radiomonteur en stond bij vrienden en collega's bekend als iemand die naar de illegale radio kon luisteren. Op zijn werk bij het ingenieursbureau Aërodyne (bureau voor toegepaste aerodynamica) van ir. Herman(nus) van Tongeren jr. in Heemstede werd hem regelmatig gevraagd of er nog nieuws was. Hij besloot daarom in juli 1943 het nieuws op te schrijven en met enkele doorslagen onder zijn collega's te verspreiden. Het redactiewerk deed hij vanuit zijn woning in de Ant(h)oniestraat in Haarlem. Die woning was tegelijkertijd ook zijn eigen onderduikadres. Later leerde hij typen en kon de oplage groter worden. Vanaf september 1944 kon hij het kantoor niet meer bezoeken en werd het blad door vertrouwde vrienden rondgebracht in een oplage van acht exemplaren. De inhoud bestond uit de teksten van clandestiene radioprogramma's die door Bouwer in een zelf ontwikkeld steno werden opgeschreven en uitgewerkt. Toen de elektriciteitsvoorziening stopte bouwde hij een radio-ontvangtoestel op accu's.
De moord op zijn baas, ir. van Tongeren in september 1944, sterkte Bouwer in zijn illegale werk. In december 1944 bereikte het Aether nieuws dagelijks zo'n honderd lezers.
In het voorjaar 1945 vroeg de afdeling Haarlem van de communistische verzetsbeweging 'De Waarheid' hem om hulp bij hun nieuwsgaring. Vanaf dat moment werden de door Bouwer verzorgde nieuwsberichten, in verkorte vorm, door 'De Waarheid' verspreid in Haarlem en de Haarlemmermeer. Zijn eigen honderd lezers bleef hij zelf bedienen. Vanaf juni 1945 kon 'De Waarheid' in zijn eigen nieuws voorzien.

## Betrokken personen
- Martien Bouwer

## Gerelateerde kranten
- De Waarheid